# John Daly (skeletonista)
John Daly (Long Island, 10 giugno 1985) è uno skeletonista statunitense.

## Palmarès

### Mondiali
- 1 medaglia:
  - 1 oro (gara a squadre a Sankt Moritz 2013).

### Coppa del Mondo
- Miglior piazzamento in classifica generale: 8º nel 2013/14.

### Circuiti minori

#### Coppa Intercontinentale
- Miglior piazzamento in classifica generale: 12º nel 2009/10.
- 10 podi (nel singolo):
  - 6 vittorie;
  - 3 secondi posti;
  - 1 terzo posto.

#### Coppa Europa
- Miglior piazzamento in classifica generale: 2º nel 2008/09.
- 7 podi (nel singolo):
  - 2 vittorie;
  - 2 secondi posti;
  - 3 terzi posti.

#### Coppa Nordamericana
- Vincitore della classifica generale nel 2020/21;
- 17 podi (nel singolo):
  - 12 vittorie;
  - 2 secondi posti;
  - 3 terzi posti.